# Claudio Constantini

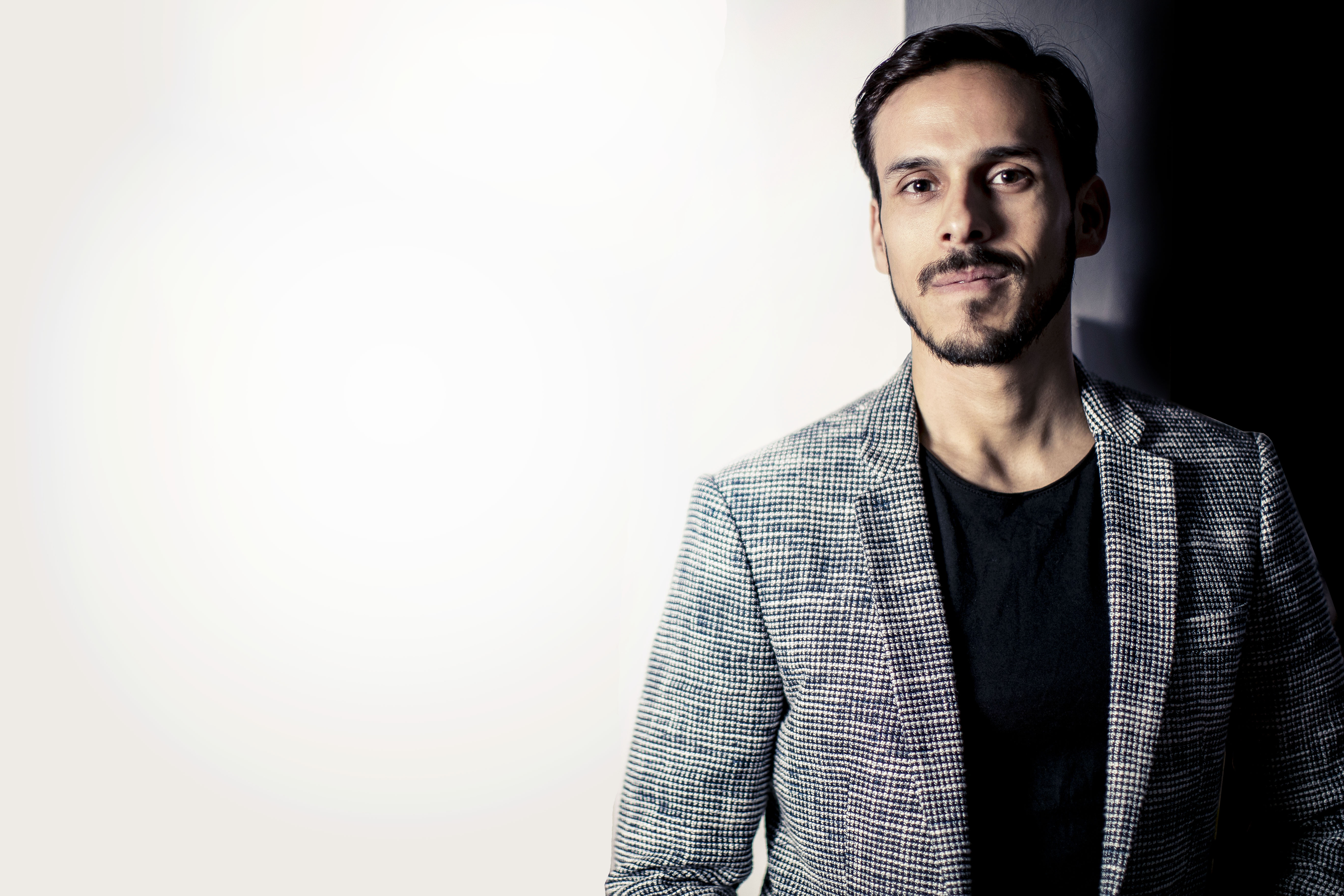
Claudio Constantini (2017)

Claudio Constantini (* 29. Juli 1983 in Lima) ist ein peruanischer klassischer und Tangomusiker (Piano, Bandoneon, Komposition).

## Leben und Wirken
Constantini, der in einer Musikerfamilie aufwuchs, wurde früh von seinem Vater auf dem Klavier unterrichtet, der ihn auch im Klavierstudium am Nationalen Konservatorium in Lima anleitete. Er absolvierte sein weiteres akademisches Musikstudium in Europa und erhielt zunächst einen Bachelor-Abschluss in Finnland, 2008 einen Master-Abschluss in den Niederlanden und schließlich das Konzertdiplom mit Auszeichnung am Pariser Konservatorium. Er war Schüler und schließlich Assistent von Aquiles Delle Vigne. Seit 2003 lernte er überdies Bandoneon, zunächst als Autodidakt, später unter der Anleitung des Bandoneonisten Victor Villena.
Constantini ist weltweit aufgetreten, etwa im Amsterdamer Concertgebouw, in der Berliner Philharmonie, im Wiener Musikverein, Palau de la Música Catalana in Barcelona und in der Oper von Los Angeles, auch auf Festivals wie dem Rheingau Musik Festival oder Ravinia Festival. Im Bereich der Kammermusik arbeitet er regelmäßig mit Künstlern wie Leticia Moreno, Ksenija Sidorova und Rafael Aguirre zusammen. Auf dem Bandoneon führte er 2011 das Konzert von Daniel Schvetz mit dem Metropolitanen Orchester Lissabon auf. 2013 nahm das litauische Fernsehen seinen Auftritt beim Vilnius Piano Festival auf, bei dem er Astor Piazzollas Five Tango Sensations und Beethovens Klavierkonzert Nr. 4 interpretierte.
Mit seinem eigenen Quintett, zu dem Federico Lechner, Hernán Hock, Antonio Miguel und Andrés Litwin gehörten, legte Constantini als Bandoneonist das Jazzalbum Obstinado (2016) vor. Im Fellini Quartet beschäftigt er sich mit Andreas Prittwitz, Federico Lechner und Pablo Martín Caminero mit der Musik von Nino Rota. Von seiner Einspielung des gesamten Klavierwerks von Claude Debussy sind die ersten beiden Alben publiziert. Sein Album America (2018) mit Klaviermusik von George Gershwin und Astor Piazzolla hat weltweit zahlreiche hervorragende Kritiken erhalten. Mit der Pianistin Louiza Hamadi veröffentlichte er das Album 20th Century Tango (2020). Außerdem hat er bei mehr als einem Dutzend Produktionen verschiedenster Künstler mitgewirkt, etwa mit dem Gotan Project, Ana Belén & Víctor Manuel oder José Ángel Hevia.
Constantini hat an mehreren Institutionen Meisterkurse gegeben. Er organisiert den jährlichen Meisterkurs und Wettbewerb Primavera Pianistica in Belgien.

## Preise und Auszeichnungen
Constantini gewann 2001 die Litmann Competition in New York. 2005 erhielt er den ersten Preis in der Astor Piazzolla International competition. 2008 wurde er mit dem HSP Huygens Preis für Masterstudienabschlüsse in den Niederlanden ausgezeichnet. 2019 wurde sein Album America für den Latin Grammy als bestes klassisches Album nominiert.

## Diskographische Hinweise
- Suite Latinoamericana (Silvox 2013)
- Reflets dans l´eau (IBS Classical 2015)
- Claudio Constantini Quintet Obstinado (2016)
- Debussy Complete Preludes (IBS Classical 2018)
- America (IBS Classical 2018)
- Claudio Constantini, Louiza Hamadi 20th Century Tango (IBS Classical 2020)